# Mythimna languida
Mythimna languida là một loài bướm đêm trong họ Noctuidae.